# Objekt des kulturellen Erbes Russlands
Objekte des kulturellen Erbes (russisch Объекты культурного наследия / Objekty kulturnowo nasledija; Abk. ОКН / OKN) oder historische und kulturelle Denkmäler der Völker der Russischen Föderation (Объекты культурного наследия (памятники истории и культуры) народов Российской Федерации) sind Denkmäler, Stätten oder Gegenstände, die aufgrund ihres kulturellen, historischen, künstlerischen oder architektonischen Interesses gesetzlich geschützt sind.
Das Föderale Gesetz Nr. 73 „Über die Objekte des kulturellen Erbes (historische und kulturelle Denkmäler) der Völker der Russischen Föderation“ vom 25. Juni 2002 regelt die Erhaltung und den Schutz des kulturellen und historischen Erbes Russlands durch den Staat.